# Bartolomeüsklooster
Het Bartholomeüsklooster (Armeens: Սուրբ Բարթողոմէօս Վանք) was een in de 13e eeuw in de toenmalige Groot-Armeense provincie Vaspoerakan gebouwd klooster van de Armeens-Apostolische Kerk in het dorp Albayrak bij Başkale, in de provincie Van in het uiterste zuidoosten van het huidige Turkije. Het klooster kwam tijdens de volkerenmoord op de Armeense bevolking vanaf 1915 leeg te staan.

## Locatie

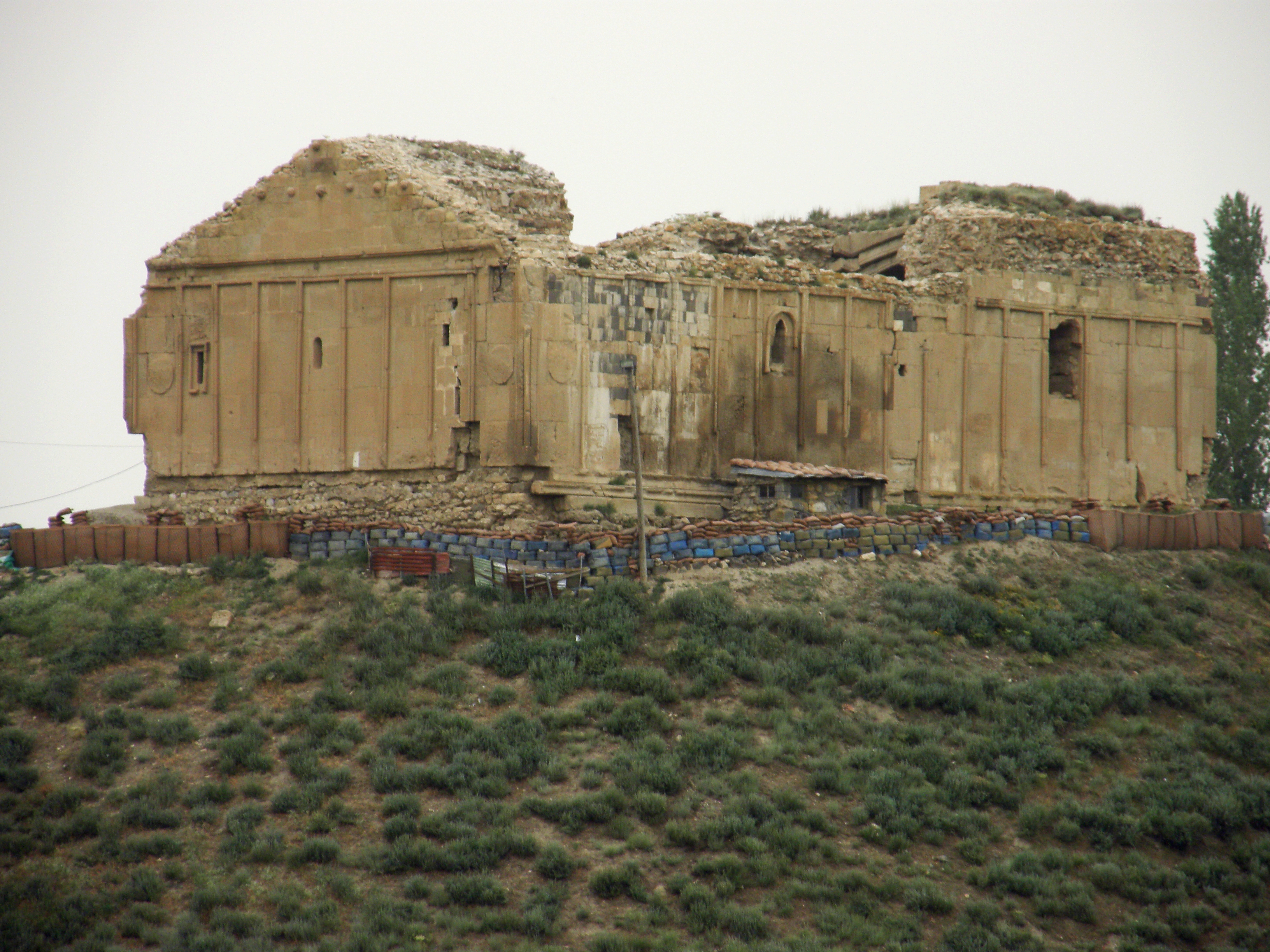
De vervallen kloosterkerk (toestand 2009)

De kloosterruïne bevindt zich in het Armeense hoogland op een heuvel ter hoogte van circa 2000 meter. Van het klooster uit heeft men een weidse blik op het dal van de Grote Zap.

## Geschiedenis
Het klooster werd volgens de overlevering op de plaats van het martelaarschap van de heilige Bartholomeüs gebouwd. Hij zou in de 1e eeuw een van de apostelen zijn geweest, die het christendom naar Armenië bracht. Samen met de apostel Judas Taddeüs wordt Sint-Bartholomeüs als schutspatroon van de Armeens-apostolische Kerk beschouwd. Schriftelijke bewijzen van het klooster bestaan er al sinds 1398. De gebouwen werden in 1755 en 1878 verbouwd respectievelijk gerestaureerd.

## Huidige situatie
Tijdens de genocide op de Armeniërs in de jaren 1915-1916 kwam het klooster onder de controle van Turkse troepen. Sindsdien ligt het klooster op het terrein van een militaire basis. Het betreden van het terrein is daarom niet geoorloofd. Door een aardbeving werd het klooster in 1966 ernstig beschadigd. Tot in de jaren 1960 was de koepel van de kerk nog intact, maar tegenwoordig is de koepel verdwenen en het hele bouwwerk aan zwaar verval onderhevig.
Om het toerisme te bevorderen zijn er plannen om het klooster te restaureren. De vermindering van de spanningen tussen Turken en Koerden maken het gebied weer toegankelijk. 